# Raimond Berengar IV av Provence
Raimond Berengar IV, född 1198, död 19 augusti 1245, var greve av Provence och Forcalquier mellan åren 1209 och 1245. Han var son till Alfons II och Garsenda av Forcalquier. När hans far dog 1209 fängslades Raimond Berengar IV i slottet Monzón men år 1219 lyckades han fly och kräva sitt arv. Genom modern kunde han också lägga Forcalquier till sina domäner. 
Ibland anges hans ordningstal till V eftersom hans namne och morbror, greven av Barcelona, agerade som riksföreståndare under systersonens fängelsetid och då använde ordningstalet IV.
Den 5 juni 1219 gifte sig Berenger IV med Beatrice av Savojen, dotter till Tommaso I av Savojen. Hennes skönhet beskrevs av Matthew Paris såsom "endast överträffad av Niobes". Utöver två dödfödda söner (1220 och 1225) fick de fyra döttrar, som samtliga gifte sig med kungar:
- Margareta av Provence (1221–1295), gift med Ludvig IX av Frankrike
- Eleanora av Provence (1223–1291), gift med Henrik III av England
- Sanchia av Provence (1228–1261), gift med Rickard, 1:e earl av Cornwall
- Beatrice, arvtagerska till Provence (1234–1267), gift med Karl I av Anjou, kung av Sicilien, Albanien och Jerusalem

Raimond Berenger IV grundade staden Barcelonette som en hyllning till sitt katalnska arv.
Raimond Berenger IV dog och begravdes i Aix-en-Provence 1245. Minst två planher (occitanska klagosånger) skrevs till hans ära. Den ena kan ha skrivits av Aimeric de Peguilhan och den andra har felaktigt tillskrivits Rigaut de Berbezilh.